# April Bowlby
April Michelle Bowlby (* 30. července 1980 Vallejo, Kalifornie) je americká herečka. Její nejznámější role jsou Kandi v seriálu Dva a půl chlapa a Stacy Barrett v seriálu V těle boubelky.

## Životopis
Narodila se v Vallejo v Kalifornii. Přestěhovala se do Manteca jako dítě a chodila zde na East Union High School. Studovala balet, francouzštinu a biologii v Moorpak College; během studia odstartovala kariéru modelky a sem tam hrála v divadle. Studovala drama s Ivanou Chubbuck.

### Kariéra
April přijala roli Kandi v televizním seriálu Dva a půl chlapa, kde hrála pár měsíců. Později přijala roli Stacy Barret v seriálu V těle boubelky. Mezi její menší role patří Meg, obsesivní ex-přítelkyně Barneyho v seriálu Jak jsem poznal vaši matku. Zahrála si také ve filmech: Zapomenutá kletba (2007), Všechny cesty vedou domů (2008), The Slammin' Salmon (2009) a Dámičky v sekáči (2011).

## Filmografie

### Filmy
| Rok  | Název                        | Role          | Poznámky |
| ---- | ---------------------------- | ------------- | -------- |
| 2008 | Všechny cesty vedou domů     | Natasha       |          |
| 2009 | The Slammin' Salmon          | Mia           |          |
| 2011 | Dámičky v sekáči             | Olivia        |          |
| 2016 | Married by Christmas         | Katie Tate    |          |
| 2016 | Hlavní podezřelá             | Nikki         |          |
| 2018 | Unbroken: Path to Redemption | Cecy Phillips |          |
| 2018 | Dying for the Crown          | Isabelle      |          |

### Televize
| Rok     | Název                      | Role                     | Poznámky                                 |
| ------- | -------------------------- | ------------------------ | ---------------------------------------- |
| 2004    | Kriminálka Las Vegas       | Kaitlin Rackish          | díl: „Noční můra Gila Grissoma “         |
| 2005    | Kriminálka New York        | Jenny Lee                | díl: „Zločin a provinění“                |
| 2005    | Stacked                    | Jasmine                  | díl: „The Ex-Appeal“                     |
| 2005    | Freddie                    | Sydney                   | díl: „Rich Man, Poor Girl“               |
| 2005    | Dva a půl chlapa           | Kimber                   | díl: „Madame and Her Special Friend“     |
| 2006–15 | Dva a půl chlapa           | Kandi                    | Vedlejší role, 16 dílů                   |
| 2007    | Zapomenutá kletba          | Heather                  | televizní film                           |
| 2007–14 | Jak jsem poznal vaši matku | Meg                      | 4 díly                                   |
| 2008    | Out of Jimmy's Head        | Princess Gugulfa         | díl: „Princess“                          |
| 2009    | Kath & Kim                 | Ashley                   | díl: „Bachelorette“                      |
| 2009–14 | V těle boubelky            | Stacy Barrett            | 78 dílů                                  |
| 2010    | Kriminálka Las Vegas       | Marta Petrovich          | díl: „Unshockable“                       |
| 2010    | Agentura Jasno             | Lauren Lassiter          | díl: „Dead Bear Walking“                 |
| 2015    | Máma                       | Selene                   | díl: „Cheeseburger Salad and Jazz“       |
| 2015    | Nejsem do tebe blázen      | Bernadette               | díl: „Born Dead“                         |
| 2016    | Marriage of Lies           | Rachel Wilson            | televizní film                           |
| 2016    | The Engagement Clause      | Katie                    | televizní film                           |
| 2017    | A Mother's Crime           | Nikki                    | televizní film                           |
| 2017    | Milenec na záskok          | Alyssa                   | televizní film                           |
| 2018    | Teorie velkého třesku      | Rebecca                  | díl: „Frustrace z odloučení“             |
| 2018    | Titans                     | Rita Farr / Elastigirl   | díl: „Doom Patrol“                       |
| 2018    | Heathers                   | Teyna                    | 2 díly                                   |
| 2018    | Já nebo nikdo              | paní Hansonová           | televizní film                           |
| 2018    | Homecoming Revenge         | Isabelle Wagner          | televizní film                           |
| 2019–23 | Doom Patrol                | Rita Farr / Elasti-Woman | hlavní role                              |
| 2020    | Legends of Tomorrow        | Rita Farr / Elasti-Woman | díl: „Crisis on Infinite Earths, Part 5“ |